# Andreas Herbst
Andreas Herbst (* 20. Oktober 1955 in Ost-Berlin) ist ein deutscher Historiker.

## Werdegang
Herbst studierte 1977 bis 1982 Geschichtswissenschaften an der Humboldt-Universität zu Berlin und arbeitete nach seinem Abschluss als Diplom-Historiker als wissenschaftlicher Assistent am Museum für Deutsche Geschichte in Berlin. 1990 wechselte er zur Historischen Kommission zu Berlin. Ab 1998 war er am Zentrum für Europäische Sozialforschung der Universität Mannheim tätig. Seit 2001 ist er Mitarbeiter der Gedenkstätte Deutscher Widerstand.
Herbsts Hauptarbeitsgebiet ist die historische Biographieforschung. Er hat sich als Ersteller und Mitherausgeber mehrerer Standardlexika und Handbücher zu KPD und SED sowie zur Führungsschicht der DDR einen Namen gemacht.

## Schriften (Auswahl)
Als Autor
- mit Winfried Ranke, Jürgen Winkler: So funktionierte die DDR. 3 Bände. Hamburg 1994.
- mit Hermann Weber: Deutsche Kommunisten. Biographisches Handbuch 1918 bis 1945. Dietz, Berlin 2004; 2., überarbeitete und stark erweiterte Auflage 2008, ISBN 978-3-320-02130-6.
- mit Werner Breunig: Biografisches Handbuch der Berliner Stadtverordneten und Abgeordneten 1946–1963 (= Schriftenreihe des Landesarchivs Berlin. Band 14). Landesarchiv Berlin, Berlin 2011, ISBN 978-3-9803303-4-3.
- mit Hermann Weber: Deutsche Kommunisten. Supplement zum Biographischen Handbuch 1918 bis 1945. Dietz, Berlin 2013, ISBN 978-3-320-02295-2.

Als Herausgeber
- mit Gerd-Rüdiger Stephan, Jürgen Winkler: Die SED. Geschichte – Organisation – Politik. Ein Handbuch. Dietz, Berlin 1997, ISBN 3-320-01951-1.
- mit Gerd-Rüdiger Stephan und anderen: Die Parteien und Organisationen der DDR. Ein Handbuch. Berlin 2002.
- mit Helmut Müller-Enbergs und anderen: Wer war wer in der DDR? 5. Auflage, Links, Berlin 2010.
- mit Mario Niemann: SED-Kader: Die mittlere Ebene. Biographisches Lexikon der Sekretäre der Landes- und Bezirksleitungen, der Ministerpräsidenten und der Vorsitzenden der Räte der Bezirke 1946 bis 1989. Paderborn/München/Wien/Zürich 2010.
- mit Werner Breunig: Biografisches Handbuch der Berliner Abgeordneten 1963–1995 und Stadtverordneten 1990/1991 (= Schriftenreihe des Landesarchivs Berlin. Band 19). Landesarchiv Berlin, Berlin 2016, ISBN 978-3-9803303-5-0.